# Fescamps
Fescamps (picardisch: Fécamp; nicht zu verwechseln mit dem homophonen Fécamp im Département Seine-Maritime) ist eine nordfranzösische Gemeinde mit 134 Einwohnern (Stand 1. Januar 2022) im Département Somme in der Region Hauts-de-France. Die Gemeinde liegt im Arrondissement Montdidier und gehört zum Kanton Roye.

## Geographie
Die Gemeinde liegt in der Landschaft Santerre rund zwölf Kilometer östlich von Montdidier an der Départementsstraße D68 und südlich der Départementsstraße D930 (mit der Häusergruppe Le Margot), über die hinaus sich das Gemeindegebiet geringfügig nach Norden ausdehnt, an der Grenze des Départements Somme zum Département Oise.

## Geschichte
Die Gemeinde erhielt als Auszeichnung das Croix de guerre 1914–1918.

## Einwohner
| 1962 | 1968 | 1975 | 1982 | 1990 | 1999 | 2006 | 2010 |
| ---- | ---- | ---- | ---- | ---- | ---- | ---- | ---- |
| 106  | 109  | 94   | 104  | 102  | 120  | 132  | 145  |